# Semmelkren

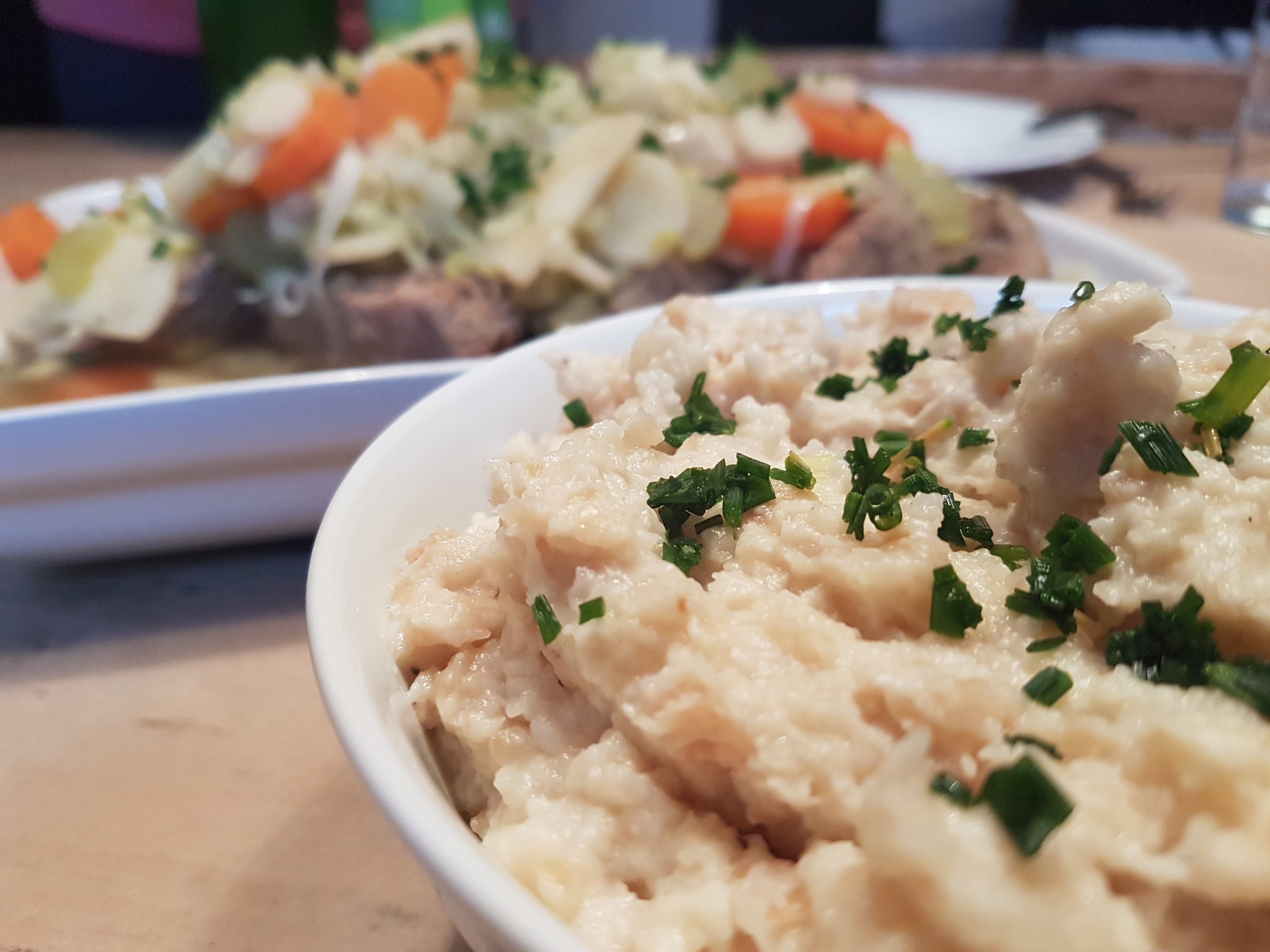

Semmelkren ist in der österreichischen Küche eine der klassischen Beilagen zu gekochtem Rindfleisch. Er wird im Wesentlichen aus Semmeln, Rindsuppe und gerissenem Kren zubereitet.

## Klassische Zubereitung
Zur Zubereitung des Semmelkrens werden entrindete, kleingeschnittene Semmeln mit Rindsuppe übergossen, mit einem Schneebesen zu einem Brei geschlagen und mit Butter sowie mit frisch geriebenem Kren vermischt. Abgeschmeckt wird mit Zucker, weißem Pfeffer, Salz, Muskat und Zitronensaft. Um die Schärfe des Krens zu erhalten, wird dieser am Schluss nur kurz mitgekocht, denn bei längerer Kochzeit verliert er seine Schärfe.

## Varianten
Der Semmelkren wird mitunter auch mit Milch oder Obers oder mit Eidotter legiert. Zwecks Farbgebung gab man früher ein bis zwei Fädchen Safran in den Semmelkren hinein.
In Oberösterreich, wo Semmelkren eine beliebte Zuspeise sowohl zu Rindfleisch als auch zu gekochtem Schweinefleisch ist, wird der Semmelkren mit Essig und Obers abgeschmeckt, auch die Zugabe von Sauerrahm und Dotter ist dort üblich. Im niederösterreichischen Waldviertel wird der Semmelkren auch mit etwas Zimt gewürzt.